# Николаев, Дмитрий Петрович
Николаев, Дмитрий Петрович (род. 1929) — советский и российский литературовед, доктор филологических наук (1987), главный научный сотрудник ИМЛИ РАН, член СП СССР. Известен как специалист по творчеству Гоголя и Салтыкова-Щедрина, возглавлял Щедринскую комиссию Академии наук.

## Биография
Дмитрий Петрович Николаев родился 26 мая 1929 года в Вологде.
Окончил филологический факультет МГУ (1952), С 1955 работал в редакции «Литературной газеты», журнала «Вопросы литературы». В 1975-89 преподавал в МГУ. С 1989 года — сотрудник ИМЛИ АН СССР. Печатался с 1954 года. В 1966 году стал членом Союза советских писателей (совр. Союз писателей России).
Автор трудов по теории и истории сатиры, а также по вопросам современной литературы и кино, в т.ч. книг «Смех – оружие сатиры» (1962), «Сатира Щедрина и реалистический гротеск» (1977), «Сатира Гоголя» (1984), «М.Е. Салтыков-Щедрин. Жизнь и творчество» (1985), «Смех Щедрина» (1988). Тема докторской диссертации: «Сатира Н.В. Гоголя и М.Е. Салтыкова-Щедрина (Способы художественного обобщения)».  
Д.П.Николаев специализировался на русской сатирической литературе, возглавлял Щедринскую комиссию Академии наук.
В течение нескольких лет (1990–1999) был председателем Диссертационного совета по специальностям «русская литература» и «теория литературы».
Жена  —  Скина Хабибовна Вафа, переводчик (1928-2005)
Сын — Николаев, Дмитрий Дмитриевич (род. 1967) — литературовед, доктор филологических наук. Специалист по истории русской литературы начала XX века, ведущий научный сотрудник Отдела новейшей русской литературы и литературы русского зарубежья ИМЛИ РАН.

## Избранные работы
- В мире стяжательства и пустоутробия : "Господа Головлевы" С.Е. Салтыкова-Щедрина [печатный текст] / Николаев, Дмитрий Петрович, Автор (Author).//  Выпуск 3. Вершины.- М.: Детская литература,  [1983]. - с. 84 - 107.
- Сатира Гоголя [печатный текст] / Николаев, Дмитрий Петрович, Автор (Author); Старков, Анатолий Николаевич, Редактор (Editor); Кулешов, Василий Иванович, Автор обозрения, рецензии (Reviewer); Максин, Вячеслав Владимирович, Художник (Artist). - М. : Художественная литература, 1984. - 366, [2] с.: портр. [1] л., орнаменты + вкладные [8] л., факсимиле; 21 см.- Список иллюстраций: с. 366.- Библиография в подстрочных примечаниях.- 20 000 экземпляров   (в переплёте) : 1 р. 10 к.
- Дмитрий Петрович Николаев. Публикации в журнале «Вопросы литературы»